# جون هوب فرانكلين
جون هوب فرانكلين (بالإنجليزية: John Hope Franklin)‏ (و. 1915 – 2009 م) هو مؤرخ، وبروفيسور (أستاذ جامعي)، وكاتب عمومي، وبروفسور، وكاتب من الولايات المتحدة الأمريكية ولد في أوكلاهوما.

## التعليم
تعلم في أعظم مائة أمريكي أفريقي، وجامعة ديوك، وجامعة هارفارد (–1941).

## مناصب وهيئات
أدار جامعة شيكاغو.

## جوائز
حصل على جوائز منها زمالة غوغنهايم، ووسام الحرية الرئاسي.

## روابط خارجية
- جون هوب فرانكلين على موقع IMDb (الإنجليزية)
- جون هوب فرانكلين على موقع الموسوعة البريطانية (الإنجليزية)
- جون هوب فرانكلين على موقع إن إن دي بي (الإنجليزية)
- جون هوب فرانكلين على موقع قاعدة بيانات الفيلم (الإنجليزية)